# Juan Carlos Moreno Rodríguez
Juan Carlos Moreno, né le 19 avril 1975 à El Prat de Llobregat (province de Barcelone, Espagne), est un footballeur espagnol qui jouait au poste de milieu de terrain ou d'ailier. Il a joué sept saisons (2003-2010) au CD Numancia. Il s'est ensuite reconverti en entraîneur.

## Biographie

### Joueur
Juan Carlos Moreno se forme à La Masia, le centre de formation du FC Barcelone. Il fait partie de la Quinta del Mini avec des joueurs tels que Iván de la Peña ou Albert Celades. Tout en faisant partie de l'effectif du FC Barcelone B, il débute en équipe première lors de la saison 1995-1996 sous les ordres de l'entraîneur Johan Cruijff.
En 1997, il quitte le FC Barcelone pour rejoindre l'Albacete Balompié en deuxième division. Il joue ensuite avec l'UE Lleida, Recreativo de Huelva, CF Extremadura, Terrassa FC.
En 2003, il est recruté par le CD Numancia où il reste jusqu'en 2010. Avec Numancia, il monte à deux reprises en première division (2005 et 2008). Il est le meilleur buteur de l'histoire de Numancia en première division.
En février 2010, il rompt son contrat avec Numancia et signe au FC Cartagena. Le 19 juin 2010, il met un terme à sa carrière.

### Entraîneur
En juin 2011, il devient l'assistant de l'entraîneur du CD Numancia, Pablo Machín.
En 2013, il devient entraîneur de l'équipe réserve (Numancia B).
Le 21 octobre 2019, il devient entraîneur du Girona FC en D2.